# (5882) 1992 WW5
(5882) 1992 WW5 es un asteroide perteneciente al cinturón de asteroides, región del sistema solar que se encuentra entre las órbitas de Marte y Júpiter, más concretamente a la familia de Coronis, descubierto el 18 de noviembre de 1992 por Nobuhiro Kawasato desde el Uenohara Observatory, Japón.

## Designación y nombre
Designado provisionalmente como 1992 WW5. 

## Características orbitales
1992 WW5 está situado a una distancia media del Sol de 2,844 ua, pudiendo alejarse hasta 3,095 ua y acercarse hasta 2,593 ua. Su excentricidad es 0,088 y la inclinación orbital 1,849 grados. Emplea 1752,59 días en completar una órbita alrededor del Sol.

## Características físicas
La magnitud absoluta de 1992 WW5 es 13,8. 